# Acossus comadioides
Acossus comadioides är en fjärilsart som beskrevs av Emilio Ureta 1957. Acossus comadioides ingår i släktet Acossus och familjen träfjärilar. Inga underarter finns listade i Catalogue of Life.